# Brzo klizanje na kratkim stazama na ZOI 2010.
Natjecanje u brzom klizanju na kratkim stazama na ZOI 2010. održavalo se u Pacific Coliseumu u razdoblju od 13. do 26. veljače 2010. godine.
Za razliku od brzog klizanja po dužoj stazi ovdje se i muškarci i žene natječu u tri jednake individualne discipline (500 m, 1000 m, 1500 m) dok je timska utrka kod žena duga tri, a kod muškaraca pet tisuća metara. Natjecanja se održavaju na zatvorenim klizalištima, duljine jednog kruga staze 111,12 metara - na klizalištima dimenzija međunarodnog hokejaškog igrališta (30 x 60 metara).

## Tablica medalja
| Mjesto | Država       | Zlato | Srebro | Bronca | Ukupno |
| ------ | ------------ | ----- | ------ | ------ | ------ |
| 1.     | NR Kina      | 4     | 0      | 0      | 4      |
| 2.     | Južna Koreja | 2     | 4      | 2      | 8      |
| 3.     | Kanada       | 2     | 2      | 1      | 5      |
| 4.     | SAD          | 0     | 2      | 4      | 6      |
| 5.     | Italija      | 0     | 0      | 1      | 1      |

## Rezultati

### Muškarci
| Natjecanje          | Zlato                                                                                    | Zlato    | Srebro                                                        | Srebro   | Bronca                                                        | Bronca   |
| ------------------- | ---------------------------------------------------------------------------------------- | -------- | ------------------------------------------------------------- | -------- | ------------------------------------------------------------- | -------- |
| 500 metara          | Charles Hamelin                                                                          | 40.981   | Sung Si-Bak                                                   | 41.340   | François-Louis Tremblay                                       | 46.366   |
| 1000 metara         | Lee Jung-Su                                                                              | 1:23,747 | Lee Ho-suk                                                    | 1:23,801 | Apolo Anton Ohno                                              | 1:24,128 |
| 1500 metara         | Lee Jung-Su                                                                              | 2:17.611 | Apolo Ohno                                                    | 2:17.976 | J.R. Celski                                                   | 2:18.053 |
| 5000 metara štafeta | Charles Hamelin François Hamelin Olivier Jean François-Louis Tremblay Guillaume Bastille | 6:44.224 | Kwak Yoon-Gy Lee Ho-Suk Lee Jung-Su Sung Si-Bak Kim Seoung-Il | 6:44.446 | J. R. Celski Travis Jayner Jordan Malone Apolo Ohno Simon Cho | 6:44.498 |

### Žene
| Natjecanje          | Zlato                                    | Zlato    | Srebro                                                       | Srebro   | Bronca                                                                      | Bronca   |
| ------------------- | ---------------------------------------- | -------- | ------------------------------------------------------------ | -------- | --------------------------------------------------------------------------- | -------- |
| 500 metara          | Wang Meng                                | 43.048   | Marianne St-Gelais                                           | 43.707   | Arianna Fontana                                                             | 43.804   |
| 1000 metara         | Wang Meng                                | 1:29.213 | Katherine Reutter                                            | 1:29.324 | Park Seung-Hi                                                               | 1:29.379 |
| 1500 metara         | Zhou Yang                                | 2:16.993 | Lee Eun-Byul                                                 | 2:17.849 | Park Seung-Hi                                                               | 2:17.927 |
| 3000 metara štafeta | Sun Linlin Wang Meng Zhang Hui Zhou Yang | 4:06.610 | Jessica Gregg Kalyna Roberge Marianne St-Gelais Tania Vicent | 4:09.137 | Allison Baver Alyson Dudek Lana Gehring Katherine Reutter Kimberly Derrick* | 4:14.081 |

## Vanjske poveznice
- Vancouver 2010. - Brzo klizanje na kratkim stazama